# Porsche Tennis Grand Prix 2022 - Qualificazioni singolare
Le qualificazioni del singolare del Porsche Tennis Grand Prix 2022 sono un torneo di tennis preliminare per accedere alla fase finale della manifestazione. Le vincitrici dell'ultimo turno sono entrati di diritto nel tabellone principale. In caso di ritiro di una o più giocatrici aventi diritto a questi sono subentrati i Lucky loser, ossia i giocatori che hanno perso nell'ultimo turno ma che avevano una classifica più alta rispetto agli altri partecipanti che avevano comunque perso nel turno finale.

## Teste di serie
1. Panna Udvardy (primo turno)
2. Chloé Paquet (qualificata)
3. Tamara Korpatsch (ultimo turno, lucky loser)
4. Maddison Inglis (primo turno)

1. Cristina Bucșa (primo turno)
2. Elina Avanesjan (ultimo turno)
3. Stefanie Vögele (ultimo turno)
4. Storm Sanders (qualificata)

### Qualificate
1. Eva Lys
2. Chloé Paquet

1. Storm Sanders
2. Nastasja Schunk

### Lucky loser
1. Tamara Korpatsch

## Tabellone

### Legenda
| - Q = Qualificato - WC = Wild card - LL = Lucky loser | - ALT = Alternate - SE = Special Exempt - PR = Protected Ranking | - w/o = Walkover - r = Ritirato - d = Squalificato |

### Sezione 1
|  | Primo turno | Primo turno            | Primo turno            | Primo turno | Primo turno |  |  | Ultimo turno | Ultimo turno           | Ultimo turno           | Ultimo turno | Ultimo turno |  |
|  |             |                        |                        |             |             |  |  |              |                        |                        |              |              |  |
|  | 1           | Panna Udvardy          | Panna Udvardy          | 63          | 1           |  |  |              |                        |                        |              |              |  |
|  | PR          | Kathinka von Deichmann | Kathinka von Deichmann | 7           | 6           |  |  | PR           | Kathinka von Deichmann | Kathinka von Deichmann | 3            | 5            |  |
|  | WC          | Eva Lys                | 6                      | 3           | 6           |  |  | WC           | Eva Lys                | Eva Lys                | 6            | 7            |  |
|  | 5           | Cristina Bucșa         | 1                      | 6           | 4           |  |  |              |                        |                        |              |              |  |

### Sezione 2
|  | Primo turno | Primo turno     | Primo turno     | Primo turno | Primo turno |  |  | Ultimo turno | Ultimo turno    | Ultimo turno    | Ultimo turno | Ultimo turno |  |
|  |             |                 |                 |             |             |  |  |              |                 |                 |              |              |  |
|  | 2           | Chloé Paquet    | 6               | 3           | 6           |  |  |              |                 |                 |              |              |  |
|  |             | Ellen Perez     | 4               | 6           | 2           |  |  | 2            | Chloé Paquet    | Chloé Paquet    | 6            | 6            |  |
|  |             | Carole Monnet   | Carole Monnet   | 2           | 0           |  |  | 7            | Stefanie Vögele | Stefanie Vögele | 2            | 3            |  |
|  | 7           | Stefanie Vögele | Stefanie Vögele | 6           | 6           |  |  |              |                 |                 |              |              |  |

### Sezione 3
|  | Primo turno | Primo turno      | Primo turno      | Primo turno | Primo turno |  |  | Ultimo turno | Ultimo turno     | Ultimo turno     | Ultimo turno | Ultimo turno |  |
|  |             |                  |                  |             |             |  |  |              |                  |                  |              |              |  |
|  | 3           | Tamara Korpatsch | Tamara Korpatsch | 6           | 6           |  |  |              |                  |                  |              |              |  |
|  |             | Mandy Minella    | Mandy Minella    | 4           | 3           |  |  | 3            | Tamara Korpatsch | Tamara Korpatsch | 3            | 4            |  |
|  | WC          | Mara Guth        | Mara Guth        | 3           | 2           |  |  | 8            | Storm Sanders    | Storm Sanders    | 6            | 6            |  |
|  | 8           | Storm Sanders    | Storm Sanders    | 6           | 6           |  |  |              |                  |                  |              |              |  |

### Sezione 4
|  | Primo turno | Primo turno       | Primo turno | Primo turno | Primo turno |  |  | Ultimo turno | Ultimo turno    | Ultimo turno    | Ultimo turno | Ultimo turno |  |
|  |             |                   |             |             |             |  |  |              |                 |                 |              |              |  |
|  | 4           | Maddison Inglis   | 6           | 4           | 1           |  |  |              |                 |                 |              |              |  |
|  |             | Nastasja Schunk   | 4           | 6           | 6           |  |  |              | Nastasja Schunk | Nastasja Schunk | 6            | 6            |  |
|  |             | Federica Di Sarra | 4           | 6           | 3           |  |  | 6            | Elina Avanesjan | Elina Avanesjan | 4            | 1            |  |
|  | 6           | Elina Avanesjan   | 6           | 4           | 6           |  |  |              |                 |                 |              |              |  |